# 尼古拉·冯·本格

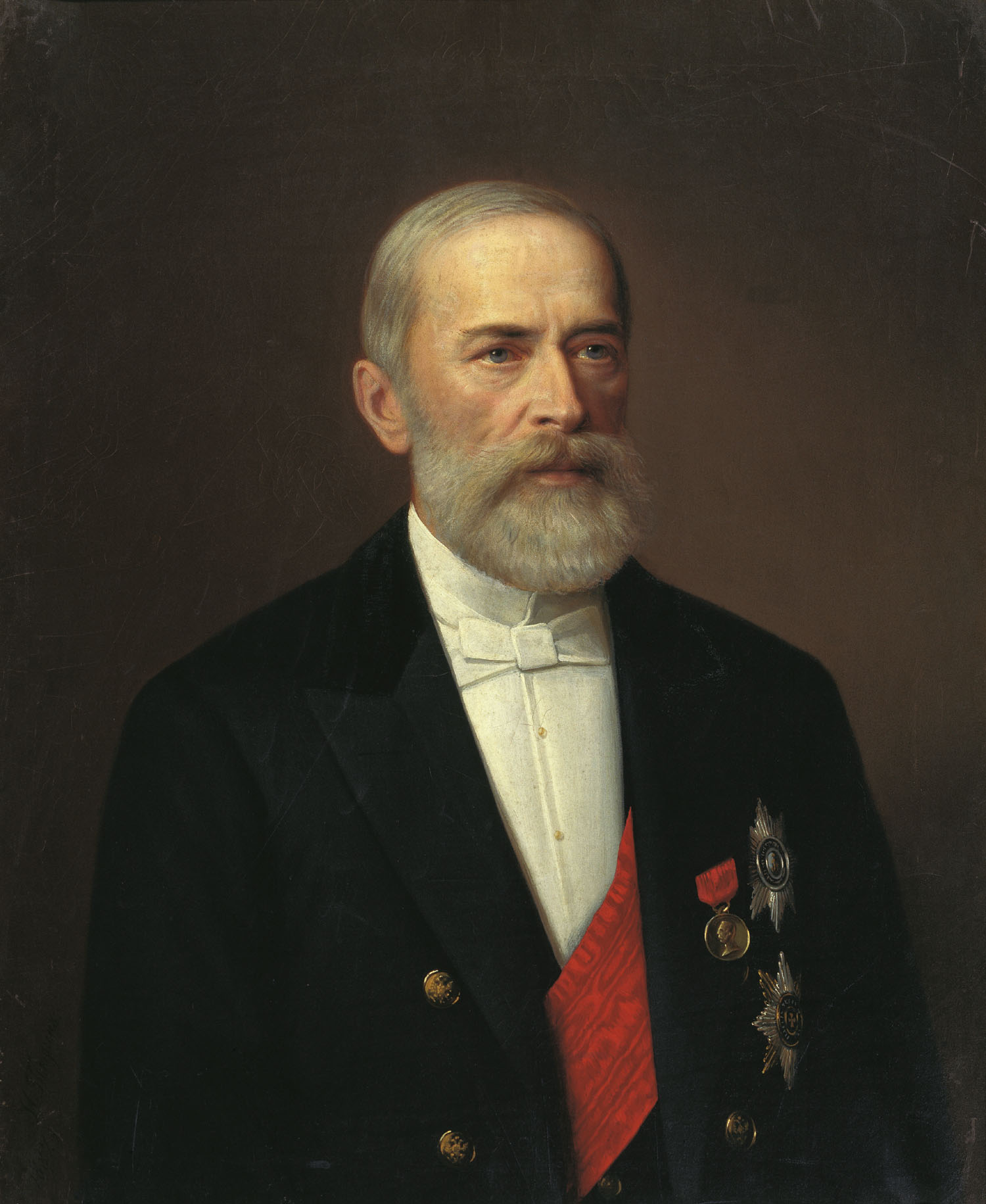
尼古拉·冯·邦吉 (1887年)

尼古拉·冯·邦吉（1823年11月23日—1895年6月15日），是德裔俄罗斯人，沙皇亚历山大三世统治时期的建筑学家、经济学家和政治家。邦吉曾被授予俄罗斯科学院院士，他还担任过俄罗斯大臣委员会主席及财政大臣。